# Gloria Estefan
Gloria Estefan, celým jménem Gloria María Milagrosa Fajardo García (* 1. září 1957 Havana, Kuba), je kubánsko-americká zpěvačka a autorka písní, pětinásobná vítězka ceny Grammy.
Kariéru zpěvačky v kapele Miami Sound Machine v roce 1975. Popularity u anglicky mluvícího obyvatelstva dosáhla s hity „Dr. Beat“ (1984) a „Conga“ (1986).
Jedná se o jednu z nejznámějších umělkyň světa, je také známa jako „královna latino popu“. S více než 90 miliony prodaných alb je nejúspěšnější umělkyní v historii iberoamerické latinské hudby.

## Dětství

### Útěk z Kuby
Gloriina kubánská rodina se po revoluci v roce 1959 na Kubě přestěhovala do Miami na Floridě, když bylo Glorii 16 měsíců. Její otec, José Fajardo, který byl v 50. letech osobním bodyguardem ženy tehdejšího prezidenta Fulgencia Batisty, byl zadržen při invazi v Zátoce sviní, jejímž cílem bylo svrhnout komunistický režim pod vedením Fidela Castra. Gloriin otec zůstal ve vězení, dokud John Fitzgerald Kennedy nedohodl výměnu vězňů.

### Rodiče
Gloriin otec byl antikomunista, byl úředníkem v americké armádě ve Vietnamu, kde byl vystaven chemické látce Agent Orange, která se během války ve Vietnamu značně používala. Trpěl roztroušenou sklerózou a po mnoho let zůstal v péči rodiny. Zemřel v roce 1980.
Gloriina matka Gloria García Pérez de Fajardo, která nyní[kdy?] žije v Miami, měla v padesátých letech na Kubě školku.

### Univerzita v Miami
Gloria byla vychovávána především v Miami (ačkoli svou rodinu doprovázela v šedesátých letech na několik vojenských základen, kde její otec sloužil). Navštěvovala univerzitu v Miami a zároveň si přivydělávala překlady španělštiny a francouzštiny v zákaznickém oddělení letiště v Miami.
Univerzitu dokončila v roce 1978 s titulem v oboru komunikace a psychologie. Od ukončení byla prominentní zástupkyní univerzity a členkou její správní rady. Objevila se v reklamách na univerzitu a je jednou z několika vysoce prominentních absolventů.

## Miami Sound Machine
Její první veřejné hudební vystoupení se odehrálo na velké kubánské svatbě, kde ji její budoucí manžel Emilio Estefan Jr. požádal, aby se přidala ke kapele Miami Sound Machine jako zpěvačka.
Byla velmi dobře přijata a po několika týdnech se stala hlavní zpěvačkou této kapely, která v prvních letech své existence vystupovala a nahrávala své písně ve španělštině. Brzy si získala slušný počet fanoušků a v roce 1977 vydala své první LP.
První anglicky zpívaný hit této skupiny byl „Dr. Beat“, který byl na prvních příčkách tanečních hitparád v Evropě a v Anglii a Austrálii se dostal do top 5. Tento singl pocházel z alba Eyes of Innocence, které bylo vydáno roku 1984. Album Primitive Love bylo vydáno v roce 1986 a se singlem „Conga“ dobyli Miami Sound Machine americký trh. Dalšími hity se staly písně „Bad Boy“ a „Words Get in the Way“. Píseň „Words Get In The Way“ se dostala na první místo v americké hitparádě „Adult Contemporary“ a dokázala, že Miami Sound Machine dokážou dělat jak taneční melodie, tak i balady. Ve stejném roce také vyšla píseň „Hot Summer Nights“ a byla propůjčena do filmu Top Gun.
Další album vyšlo v roce 1988 a neslo název Let It Loose. V USA se ho prodalo 6 milionů kusů a stalo se tak multiplatinovým. Obsahovalo např. hity  „Anything For You“ (#1 Pop), „1-2-3“ (#3 Pop), „Betcha Say That“ (#36 Pop), „Rhythm Is Gonna Get You“ (#5 Pop) a „Can’t Stay Away From You“ (#6 Pop). „Can’t Stay Away From You“, „Anything For You“ a „1-2-3“ byly také na prvním místě v hitparádě.
V roce 1988 se název kapely změnil na Gloria Estefan and The Miami Sound Machine. Začátkem roku 1989 se ztratil i název samotné skupiny a Gloria začala být označována za sólovou umělkyni, ačkoli ji Miami Sound Machine doprovází dodnes[kdy?].
Roku 1989 po celosvětovém úspěchu singlu „Anything For You“ bylo jejich album Let It Loose přejmenováno na Anything For You. Jednalo se o první album kapely, které se dostalo na první místo ve Velké Británii, a prodalo se ho tam přes milion kusů. V Holandsku se stalo nejprodávanějším albem roku, bylo 22 týdnů na prvním místě. Velmi úspěšné bylo také v Austrálii a Kanadě a vyneslo Glorii přídomek superstar.
Ještě ve stejném roce vydala své zatím nejprodávanější album Cuts Both Ways, jehož název má značit Gloriinu touhu získat si přízeň jak u španělsky, tak i u anglicky mluvících fanoušků. Mezi hity tohoto alba patří „Don't Wanna Lose You“ (#1 v USA), „Oye mi Canto (Hear my Voice)“, „Here We Are, Cuts Both Ways“ (#1 v Austrálii a v hitparádě Adult Contemporary) a „Get on Your Feet“.
Alba Cuts Both Ways se prodalo přes 10 milion kusů a již v prvním měsíci jeho prodeje získalo platinovou desku v USA. Podobný úspěch zaznamenalo i ve Velké Británii, kde debutovalo na prvním místě, a tak se Gloria stala první umělkyní po deseti letech, která měla v jednom roce dvě alba na prvním místě. Cuts Both Ways se na první místo dostalo i v Austrálii, Nizozemsku, Belgii a Japonsku.

## Manželství a děti
V roce 1976 se dala dohromady s členem kapely Miami Sound Machine Elmiliem Estefanem. Vzali se 1. září 1978. Mají syna Nayiba, který se narodil 2. září 1980, a dceru Emily Marii, která se narodila 5. prosince 1994.

## Havárie autobusu v Pensylvánii
Na cestách při propagaci alba Cuts Both Ways byla 20. března 1990 poblíž města Scranton ve státě Pennsylvania vážně zraněna. Do jejího autobusu narazil tahač a Glorie si zlomila páteř. Helikoptéra ji transportovala do New York City, kde ji v nemocnici voperovali dva titanové články, které měly stabilizovat její páteř. Její vyčerpávající rehabilitace vyžadovala téměř rok intenzivní posttraumatické terapie, avšak vedla k úplnému uzdravení.

## Comeback
Gloria se do hitparád vrátila s albem Into the Light v roce 1991. S písní „Coming Out of the Dark“ poprvé vystoupila na cenách American Music Awards v lednu 1991 a po pár měsících se v Americe dostala na první místo. Na turné „Into the Light“ odehrála 100 koncertů v devíti zemích před více než deseti miliony diváků. Následovalo její první album s největšími hity, které bylo vydáno v roce 1992. Ve stejném roce pomohla k úspěchu kubánskému zpěvákovi Jonu Secadovi a zazpívala si s ním v jeho prvním hitu Just Another Day. Druhou polovinu tohoto roku strávila hlavně v Miami, kde pomáhala napravovat škody po hurikánu Andrew.
Na albu Mi Tierra, které bylo nazpíváno ve španělštině, se vrátila ke svým kubánským kořenům. Získala za něj cenu Grammy za nejlepší tropické latinské album. Toto album bylo úspěšné, prodalo se ho osm milionů kusů a ve Španělsku se stalo nejlépe prodávaným zahraničním albem vůbec.
V roce 1994 vyšlo album Hold Me, Thrill Me, Kiss Me, kde Gloria přezpívala své oblíbené hity ze šedesátých a sedmdesátých let. Byly to například skladby „Traces“ od Classics IV , „You’ve Made Me So Happy“ od Blood, Sweat & Tears a jiné. Prvním singlem z této desky byl „Turn the Beat Around“, předělávka diskotékové klasiky z roku 1976 od Vicki Sue Robinson. Stal se dalším velkým hitem, v USA dostal zlatou desku a objevil se ve filmu Specialista se Sharon Stoneovou. Singl „Everlasting Love“ (předělávka klasiky z roku 1967 od Roberta Knighta) byl úspěšný klubový a popový hit a třetí singl „It’s Too Late“ (předělávka od Carole Kingové) si dobře vedl v žebříčku Adult Contemporary.
Další španělské album z roku 1995 neslo název Abriendo Puertas a vyneslo Glorii druhou Grammy za nejlepší tropické latinské album. Vzešly z něj dva hity, které byly na prvním místě v tanečních hitparádách – „Abriendo Puertas“ a „Tres Deseos“, a dva hity, které byly na prvním místě v latinských hitparádách – „Abriendo Puertas“ a „Mas Allá“.

## Antikomunismus
Gloria je silnou odpůrkyní komunismu a často mluvila o své touze po svobodné Kubě. V roce 1995 vystoupila s písní „Mas Allá“ pro papeže Jana Pavla II. Byla první popovou hvězdou, která takto pro papeže vystupovala. Při jejich setkání požádala Gloria papeže, aby se modlil za svobodnou Kubu. Je aktivním odpůrcem Castrovy vlády a podporovala neúspěšnou snahu udržet Eliána Gonzáleze ve Spojených státech.

## Letní olympiáda 1996
Platinové album Destiny, vydané v roce 1996 obsahovalo skladbu „Reach“, což byla oficiální hymna letní olympiády v Atlantě. Gloria vystupovala na závěrečném ceremoniálu před dvěma miliardami televizních diváků po celém světě.

## Jiná významná vystoupení
18. července 1996 se Gloria vydala na světové turné „Evolution“ a vystoupila na něm ve Spojených státech, Kanadě, Evropě, Latinské Americe, Austrálii, Jižní Africe a Asii.
V roce 1999 se objevila ve filmu Music of The Heart (Hudba mého srdce) a zazpívala si stejnojmenný duet se skupinou *NSYNC. S brazilskou skupinou So Pra Contrariar nazpívala píseň „Santo, Santo“ a s Lucianem Pavarottim zpívala při akci “Pavarotti and Friends for Guatemala and Kosovo”. Dále vydala benefiční album A Rosie Christmas. Zpívala se Steviem Wonderem na 33. Super Bowlu v Miami a stala se tak jediným umělcem, který na Super Bowlu vystupoval dvakrát. Také zpívala americkou hymnu před hrou týmů Florida Marlins a New York Yankees a na 41. Super Bowlu (2007), který se také hrál v Miami.

### Alma CaribeñaaGreatest Hits Volume II
Další album s názvem Alma Caribeña vyšlo v roce 2000. Klip No Me Dejes de Querer z tohoto alba získal Latin Grammy za nejlepší videoklip. Album bylo na prvním místě ve Španělsku, Spojených státech a několika jihoamerických zemích. Také získalo cenu Grammy za nejlepší tropické album. Získala také cenu American Music Award. V roce 2001 vydala Gloria další album největších hitů – Greatest Hits Vol. II. Obsahovalo hity z let 1993–2000, tři nové písně a remix písně „Conga“, nově pojmenovaný „Y-Tu- Conga“.

### Unwrapped
V roce 2003 vydala Gloria anglické CD Unwrapped. Při jeho propagaci uspořádala turné po Evropě, Mexiku, Portoriku a Spojených státech. První video k singlu „Hoy“ („Wrapped“ v anglické verzi) se natáčelo v Machu Picchu v Peru. „Hoy“ a další singl „Tu Fotografía“ byly na prvním místě v latinské hitparádě Billboard a „I Wish You“ se dostalo do top20 v hitparádě Adult Contemporary.
V dubnu 2004 se objevila v pořadu stanice FOX American Idol jako pomocná porotkyně, ovšem odmítla být oficiální porotkyní; prohlásila, že nemá ráda, když musí hodnotit ostatní.
Dne 28. července 2004 se v „Trump Tower“ zúčastnila tiskové konference pořádané Donaldem Trumpem a oznámila na ní, že její následující světové turné bude také jejím posledním. Turné „The Live and Re-Wrapped Summer/Fall 2004 Tour“ mělo 28 zastávek, z toho první ve městě McAllen v Texasu (30. července 2004) a poslední v Miami, kde byl však kvůli hurikánu koncert o dva týdny odložen. Na tomto turné zazněly písně z alba Unwrapped a její největší hity.

### X-Factor
V prosinci 2006 byla speciálním hostem v britském pořadu pro hledání talentů X-Factor.

## Podnikatelská činnost
Kromě své hudební kariéry Gloria se svým manželem podniká. Společně vlastní několik zařízení: pět kubánských restaurací v Miami, Orlandu, Mexiku a v Puerto Vallara. Také vlastní dva hotely: Palm Court Resort Hotel ve Vero Beach, který byl zničen hurikány Frances a Jeanne v září 2004 (měl být přestavěn a znovu otevřen jako Cabana Beach Resort ke konci roku 2007) a The Cardozo v Miami. Jmění Estefanových z podnikání se odhaduje na 200 milionů dolarů.

## Ceny
Kromě pěti cen Grammy získala Gloria řadu dalších ocenění. V květnu roku 1993 získala „Ellis Island Congressional Medal of Honor“, nejvyšší ocenění pro naturalizované občany USA. Získala cenu „Hispanic Heritage Award“, cenu „MTV Video Music Award“, dvě ceny od kabelové televize – tzv. „ACE Awards“ a v roce 1993 „National Music Foundation’s Humanitarian of the Year“. Je také držitelkou ceny American Music Award za celoživotní přínos.
Gloria obdržela také čestný titul v hudebním oboru na univerzitě v Miami, který získala v roce 1993. V roce 2002 jí univerzita Barry udělila čestný právnický titul.
Má řadu ocenění za hudební zásluhy, humanitární a dobročinnou práci.
Dvakrát vstoupila do textařské síně slávy a má hvězdu na Hollywoodském chodníku slávy.

## Současná práce

### Remixovaný hit s Mylem
Ke konci roku byl její hit Dr. Beat zremixován s hitem zpěváka Myla Drop The Pressure a vznikla z toho píseň Dr. Pressure. Tato píseň se ve Velké Británii dostala na třetí příčku a v Austrálii to byla taneční letní hymna.

### Pocta Dionne Warwick
S mnoha dalšími zpěváky začátkem roku 2006 vystoupila v Los Angeles při příležitosti pocty zpěvačky Dionne Warwick a její pětačtyřicetileté kariéry. Gloria zde zazpívala píseň Walk On By, která pomohla Dionne rozjet kariéru.

### Pocta Seleně
7. dubna 2005 se Gloria zúčastnila akce Selena ¡VIVE!, koncertu na počest zpěvačky Seleny, která byla v březnu 1995 zavražděna. Gloria zde zazpívala píseň „I Could Fall in Love“ a dodala tak večeru sentimentální nádech.

### Promo turné ve Velké Británii
9. prosince 2006 se objevila v pořadu X Factor a zazpívala směs svých největších hitů. Také se objevila v několika rádiích a v show Paula O’Gradyho. Toto turné mělo být promo pro výběr jejich největších hitů před Vánocemi.

## Diskografie

### Alba
- 1984: Eyes of Innocence
- 1985: Primitive Love
- 1987: Let It Loose / Anything for You
- 1989: Cuts Both Ways
- 1991: Into The Light
- 1993: Mi Tierra
- 1994: Hold Me Thrill Me Kiss Me
- 1995: Abriendo Puertas
- 1996: Destiny
- 1998: gloria!
- 2000: Alma Caribeña
- 2003: Unwrapped
- 2007: 90 Millas

## Filmografie
- Music of the Heart (1999)
- For Love or Country: The Arturo Sandoval Story (2000)
- Famous Documentary (2003)
- 90 Millas Documentary (2007)
- Marley & Me (2008)

## Videografie
- Homecoming Concert (1989)
- Evolution (1990)
- Coming Out Of The Dark (1991)
- Into The Light World Tour (1992)
- Everlasting Gloria! (1995)
- The Evolution Tour Live In Miami (1996)
- Don't Stop (1998)
- Que siga la tradición (2001)
- Live In Atlantis (2002)
- Live & Unwrapped (2004)

## Knihy
- The Magically Mysterious Adventures of Noelle the Bulldog (2005) ISBN 0-06-082623-1.
- Noelle's Treasure Tale: A New Magically Mysterious Adventure (2006)